# Baka András
Baka András Bálint (Budapest, 1952. december 11. –) magyar jogtudós, főiskolai tanár, az állam- és jogtudományok kandidátusa. 1990 és 1998 között az Államigazgatási Főiskola főigazgatója. 1990 és 1991 között a Magyar Demokrata Fórum jelöltjeként országgyűlési képviselő. 1991-ben az Emberi Jogok Európai Bíróságának (EJEB) magyar bírájává választották, tisztségét 2007-ig töltötte be. 2009-től a Legfelsőbb Bíróság (LB) elnöke volt, amíg 2011-ben e tisztségéből el nem távolították. 2016-ban az Emberi Jogok Európai Bírósága másodfokon is megállapította, hogy választott tisztségének megszüntetése az európai joggal ellentétes volt.

## Életpályája
A budapesti I. István (ma Szent István) Gimnáziumban érettségizett 1971-ben, majd 1973-ban felvették az Eötvös Loránd Tudományegyetem Állam- és Jogtudományi Karára, ahol 1978-ban szerzett jogi doktorátust. A diploma megszerzése után a Magyar Tudományos Akadémia Állam- és Jogtudományi Intézetének alkotmányjogi osztályának tudományos munkatársa, később főmunkatársa lett. Itt 1989-ig kutatott. 1990-ben az Államigazgatási Főiskola főigazgatójává nevezték ki, emellett főiskolai tanári beosztásba került. Főigazgatói tisztségét 1998-ig töltötte be. Magyarországi munkái mellett meghívott előadóként dolgozott Franciaországban és az NSZK-ban. Emellett vendégprofesszor volt több amerikai egyetemen.
1988-ban védte meg az állam- és jogtudományok kandidátusi értekezését. Az MTA Közigazgatás-tudományi Bizottságának volt tagja. 1990-ben könyve jelent meg Eötvös Józseftől Jászi Oszkárig címmel. 1988 és 1990 között a Tudományos Dolgozók Szakszervezetének (TDSZ), valamint 1989 és 1990 között az Értelmiségi Szakszervezeti Tömörülés (ÉSZT) elnöke volt. Az 1990-es országgyűlési választáson a Magyar Demokrata Fórum színeiben, de pártonkívüliként szerzett mandátumot a párt budapesti területi listájáról.

### Bírói pályafutása
1991-ben megválasztották az strasbourg-i székhelyű Emberi Jogok Európai Bíróságának bírájává, emiatt országgyűlési mandátumáról lemondott. A nemzetközi bíróságnál két ciklust töltött, 1999-ben megerősítették pozíciójában. A bíróságnak 2008-ig volt tagja, helyét Sajó András vette át. Ugyanebben az évben a Fővárosi Ítélőtábla elnöki bírájává nevezték ki.
2008-ban Sólyom László köztársasági elnök jelöltje volt a Legfelsőbb Bíróság megüresedő elnöki pozíciójára. Személyét a táblabíróságok elnökei támogatták, de az Országos Igazságszolgáltatási Tanács (OIT) nem támogatta a jelölést, az Országgyűlés nem szavazta meg a pozícióra. 2009 májusában Sólyom ismételten Bakát jelölte az LB elnöki tisztségére (miután Havasiné Orbán Mária megválasztását kétszer is elutasította az Országgyűlés). Június 15-én az Országgyűlés másodszorra sem támogatta a jelöltet, annak ellenére, hogy előzetesen az MSZP- és a Fidesz-frakció is jelezte, hogy el fogja fogadni. Harmadik próbálkozásra, június 22-én végül az Országgyűlés megszavazta az LB elnökének. Ezzel együtt az OIT elnöki tisztét is betöltötte.

### Eltávolítása a Legfelsőbb Bíróság éléről
Bár Baka Andrást hat évre választották meg a legfelsőbb Bíróság elnökének, ám az új alaptörvény elfogadása után, 2011-ben a Legfelsőbb Bíróság nevét Kúriára változtatták, amely így a Legfelsőbb  Bíróság jogutóda lett. A bírák státusát ez nem érintette. Baka Andrásnak és a helyettesének a státuszait megszüntették és egy külön alkotmánymódosítással új elnök megválasztására került sor. Baka utódja a Kúria elnökeként Darák Péter, az újonnan alakult Országos Bírói Hivatalnál pedig Handó Tünde lett.
A strasbourgi székhelyű törvényszék 2014 májusában első fokon, majd 2016. június 22-én az Emberi Jogok Európai Bírósága (EJEB)  másodfokon is elmarasztalta Magyarországot. Mindkét bíróság megállapította, hogy Baka András választott tisztségének megszüntetése az európai joggal ellentétes volt. A magyar hatóságok megsértették Baka Andrásnak, mint a Legfelsőbb Bíróság volt elnökének a véleménynyilvánítási szabadsághoz fűződő jogát. Az ítélet szerint Baka Andrást emberi jogi jogsérelem érte azzal is, ahogyan – jogszabály meghozatalával – idő előtt elmozdították állásából. Magyarországnak különböző jogcímeken összesen 100 ezer eurót (kb. 31 millió forintot) és annak kamatait kellett Bakának kifizetnie.

### Később
A Kúrián tanácsvezető bíróként dolgozott.

## Főbb művei
- Eötvös Józseftől Jászi Oszkárig. A magyar nemzetiségi politikai gondolkodás változásai; Közgazdasági és Jogi, Bp., 1990